# Bosch: l'eredità
Bosch: l'eredità (Bosch: Legacy) è una serie televisiva statunitense prodotta da Amazon Studios, spin-off della serie Bosch, andata in onda fra il 2022 ed il 2025. La serie si basa, come quella madre, sui romanzi di Michael Connelly.
La prima stagione, basata sui romanzi Il lato oscuro dell'addio e La fiamma nel buio è andata in onda a partire dal 6 maggio 2022 sulla piattaforma americana Amazon Freevee e sulla piattaforma streaming Prime Video.

## Trama
Harry Bosch è ora in pensione e lavora come investigatore privato, insieme all'avvocato Honey Chandler. Nel mentre Maddie, la figlia di Harry, si fa strada nelle sue prime azioni come poliziotta, lavorando nel luogo in cui lavorava il padre.

## Episodi
| Stagione         | Episodi | Pubblicazione USA | Prima TV Italia |
| ---------------- | ------- | ----------------- | --------------- |
| Prima stagione   | 10      | 2022              | 2022            |
| Seconda stagione | 10      | 2023              | 2023            |
| Terza stagione   | 10      | 2025              | 2025            |

## Personaggi

### Personaggi principali
- Harry Bosch (stagioni 1-3), interpretato da Titus Welliver, doppiato da Francesco Prando: protagonista della serie madre, ora in pensione, lavora come investigatore privato.
- Honey "Money" Chandler (stagioni 1-3), interpretata da Mimi Rogers, doppiata da Isabella Pasanisi: Avvocato difensore, collabora con Bosch aiutandolo nelle investigazioni.
- Maddie Bosch (stagioni 1-3), interpretata da Madison Lintz, doppiata da Margherita De Risi: figlia di Harry, intraprende la strada del padre diventando poliziotta nello stesso dipartimento in cui lavorava Harry.
- Maurice "Mo" Bassi (stagioni 1-3), interpretato da Stephen Chang, doppiato da Simone Crisari: amico di Bosch nonché esperto tecnico informatico, che lo aiuta nel lato tecnico delle sue investigazioni.

### Personaggi ricorrenti
- Sergente John "Mank" Mankiewicz, interpretato da Scott Klace e doppiato da Luciano Roffi (st. 1-3): sergente sotto cui operava Harry, è adesso il sergente di Maddie.
- Carl Rogers (stagioni 1-3), interpretato da Michael Rose, doppiato da Davide Marzi: uomo d'affari responsabile della morte di un giudice e per cui bersaglio delle investigazioni di Harry Bosch e Money Chandler.
- Whitney Vance (stagioni 1-3), interpretato da William Devane, doppiato da Luigi La Monica: ricco ingegnere plurimilionario che decide di assumere Harry come suo investigatore privato.
- John Creighton (stagioni 1-3), interpretato da Phil Morris, doppiato da Stefano Benassi: capo della sicurezza di Whitney Vance.
- Ida Porter (stagioni 1-3), interpretata da Kate Burton, doppiata da Rossella Izzo: segretaria di Vance.
- Agente Reyna Vasquez (stagioni 1-3), interpretato da Denise G. Sanchez: partner di Maddie nel suo lavoro di poliziotta.
- Don Thorne (stagioni 1-3), interpretato da Mark Rolston, doppiato da Nicola Braile: capo di Maddie.

### Guest star daBosch
- Det. Moore e Det. Johnson, interpretati da Gregory Scott Cummins e Troy Evans e doppiati da Luca Dal Fabbro e Bruno Alessandro (episodi 1x04-1x05-3x10): duo di detective, colleghi di Harry Bosch quando era in attività.
- Jerry Edgar, interpretato da Jamie Hector e doppiato da Marco Vivio (episodio 1x06): ex partner di Harry Bosch.

## Distribuzione
La prima stagione è stata distribuita in Italia su Prime Video a partire dal 6 maggio 2022.
La serie è stata rinnovata per una seconda stagione, ed è stato annunciato l'ingresso nel cast di Max Martini.

## Accoglienza
La serie ha ricevuto un'accoglienza favorevole del 100% delle recensioni sul sito Rotten Tomatoes. Sul sito Metacritic riceve invece un voto medio di 6.3 basato su 11 recensioni.